# Iurceni
Iurceni è un comune della Moldavia situato nel distretto di Nisporeni di 2.018 abitanti al censimento del 2004

## Località
Il comune è formato dall'insieme delle seguenti località (popolazione 2004):
- Iurceni (1.932 abitanti)
- Mîrzoaia (86 abitanti)